# Bronisław Drozdowski (profesor)
Bronisław Drozdowski (ur. 31 maja 1928 w Barcinie, zm. 19 kwietnia 2017 w Gdańsku) – profesor zwyczajny Politechniki Gdańskiej, specjalista z chemii i technologii tłuszczów modyfikowanych i żywności.

## Życiorys
Urodził się 31 maja 1928 roku w Barcinie. Podczas II wojny światowej był uczniem tajnego nauczania na poziomie gimnazjum w Otwocku, od września 1944 roku do 1946 roku kontynuował naukę w Gimnazjum i Liceum Państwowym w Otwocku. Był żołnierzem Armii Krajowej i po zakończeniu II wojny światowej w organizacji „Wolność i Niezawisłość”. 
W 1948 roku uzyskał maturę w I Gimnazjum i Liceum Ogólnokształcącym im. Jana Kasprowicza w Inowrocławiu. W Gdańsku mieszkał od 1948 roku. W 1952 roku został absolwentem dwustopniowych studiów wyższych na Wydziale Chemicznym Politechniki Gdańskiej – uzyskał stopień inżyniera chemika w specjalności technologia tłuszczów, w 1954 roku magistra chemii. 19 marca 1964 roku uzyskał stopień naukowy doktora nauk chemicznych na Wydziale Chemicznym Politechniki Gdańskiej. 31 maja 1974 roku Rada Wydziału Chemicznego Politechniki Gdańskiej nadała stopień naukowy doktora habilitowanego nauk chemicznych. Od 1975 roku na stanowisku docenta. W 1981 roku otrzymał tytuł profesora nadzwyczajnego nauk chemicznych. W 1994 roku otrzymał tytuł profesora nauk chemicznych. Od 1999 roku pracował na stanowisku profesora zwyczajnego. 
Autor i współautor 220 publikacji na temat chemii, technologii i analizy lipidów, struktury kwasów tłuszczowych, modyfikacji naturalnych tłuszczów.
Zmarł 19 kwietnia 2017 roku w Gdańsku. Pochowany na Cmentarzu Łostowickim w Gdańsku.

## Działalność zawodowa, dydaktyczna i organizacyjna
W latach 1954–2001 pracował na Politechnice Gdańskiej. Na Wydziale Chemicznym Politechniki Gdańskiej pełnił funkcje: zastępcy dyrektora do spraw naukowych Instytutu Chemii i Technologii Organicznej oraz Żywnościowej w latach 1979–1981, prodziekana w latach 1981–1984, a dziekana w latach 1984–1990. W latach 1991–1998 był kierownikiem Katedry Technologii Tłuszczów Jadalnych Wydziału Chemicznego. W latach 1976–2003 był organizatorem, kierownikiem Studium Podyplomowego Chemii i Technologii Tłuszczów Jadalnych. 
Promotor 8 doktorów. Był jednym z współorganizatorów utworzenia na Wydziale Chemicznym Politechniki Gdańskiej kierunku biotechnologia. 
Twórca 6 patentów i 4 wdrożeń, między innymi produkcji beznośnikowego katalizatora niklowego.
W 1998 roku przeszedł na emeryturę. 
W latach 1978–1987 członek Komitetu Chemii Analitycznej Polskiej Akademii Nauk, gdzie w latach 1978–1981 pełnił funkcję przewodniczącego Podkomisji Analizy Tłuszczów, w latach 1982–1987 członek Komisji Analizy Tłuszczów i Środków Powierzchniowo Czynnych.
W latach 1980–2002 był członkiem Komitetu Technologii i Chemii Żywności Polskiej Akademii Nauk, gdzie w latach 1980–1992 pełnił funkcję przewodniczącego Komisji i Sekcji Technologii Chemii Tłuszczów. W 1990 roku został założycielem i w latach 1990–2001 członkiem Zarządu Głównego Polskiego Towarzystwa Technologów Żywności, w 1991 roku współorganizator oddziału gdańskiego, w latach 1991–1995 pełnił funkcję przewodniczącego oddziału gdańskiego. Od 2001 roku członek honorowy.
Był członkiem Stowarzyszenia Inżynierów i Techników Przemysłu Spożywczego, Polskiego Towarzystwa Chemicznego. 
Należał do Rad Naukowych: Instytutu Przemysłu Mięsnego i Tłuszczowego w Warszawie w latach 1985–2003, Centrum Agrotechnologii i Weterynarii Polskiej Akademii Nauk w Olsztynie w latach 1988–1995 oraz Instytutu Rozrodu Zwierząt i Badań Żywności Polskiej Akademii Nauk w Olsztynie w latach 1995–2002.  

## Publikacje (wybrane)
Współredaktor z Z. Sikorskim Chemia żywności. T.2. Sacharydy, lipidy i białka, wyd. 6, Warszawa 2012. 

## Nagrody, wyróżnienia, odznaczenia
- Złoty Krzyż Zasługi (1974)
- Krzyż Kawalerski Orderu Odrodzenia Polski (1983)
- Krzyż Oficerski Orderu Odrodzenia Polski (1998)[2]
- Medal Komisji Edukacji Narodowej (1990)
- Honorowy Profesor Emeritus Politechniki Gdańskiej (2015)[3]